# Liga de la Casa de Dios
La Liga de la Casa de Dios (en alemán: Gotteshausbund; en italiano: Lega Caddea, en romanche: Lia da la Chadé) se formó en 1367, siguiendo el modelo de los cantones suizos tanto como oposición a la jurisdicción del obispo de Coira, como a la expansión de los Habsburgo a partir del condado de Tirol, el cual incluía la jurisdicción sobre Münstertal.
La unión inicial, formada por los representantes de seis valles y de la ciudad de Coira, se institucionalizó en 1409 con la formación de un consejo y la elección de un bailío.

## Alianza de los Grisones
En 1450, la Liga de la Casa de Dios se alió con la Liga de las Diez Jurisdicciones para establecer en 1471 un pacto con la Liga Gris, dando nacimiento a una alianza conocida como las Tres Ligas, las Ligas Grises o simplemente Grisones, término que acabó convirtiéndose en el gentilicio de esta región alpina.
En 1499, participaron en la Guerra Suaba contra la Casa de Habsburgo junto a la Confederación suiza, a la cual se habían adherido en 1496.

Las Tres Ligas en 1512.

A pesar de la unión, cada territorio mantuvo su soberanía, pudiendo tener relaciones con Estados extranjeros con independencia del resto.